# Lettonie aux Jeux olympiques d'hiver de 2014
La Lettonie participe aux Jeux olympiques d'hiver de 2014 à Sotchi en Russie du 7 au 23 février 2014. Pour sa dixième participation à des Jeux d'hiver, la délégation lettone était représentée par 58 athlètes et a remporté 5 médailles dont son premier titre olympique lors de Jeux olympiques d'hiver. A ce jour (2022) il s'agit toujours du meilleur palmarès de la Lettonie.

## Médaillés
| Sport                  | Discipline          | Athlète(s)                                                       | Date       |
| Médaille d'or : 1      |                     |                                                                  |            |
| Bobsleigh              | Bob à quatre hommes | Oskars Melbārdis Arvis Vilkaste Daumants Dreiškens Jānis Strenga | 23 février |
| Médaille d'argent : 1  |                     |                                                                  |            |
| Skeleton               | Hommes              | Martins Dukurs                                                   | 15 février |
| Médaille de Bronze : 3 |                     |                                                                  |            |
| Luge                   | Double              | Andris Šics Juris Šics                                           | 12 février |
| Luge                   | Relais par équipes  | Elīza Tīruma Mārtiņš Rubenis Andris Šics Juris Šics              | 13 février |
| Bobsleigh              | Bob à quatre hommes | Oskars Melbārdis Daumants Dreiškens                              | 17 février |

| Sport     | Médaille d'or, Jeux olympiques | Médaille d'argent, Jeux olympiques | Médaille de bronze, Jeux olympiques | Total |
| --------- | ------------------------------ | ---------------------------------- | ----------------------------------- | ----- |
| Bobsleigh | 1                              | 0                                  | 1                                   | 2     |
| Skeleton  | 0                              | 1                                  | 0                                   | 1     |
| Luge      | 0                              | 0                                  | 2                                   | 2     |
| Total     | 1                              | 1                                  | 3                                   | 5     |

## Hockey sur glace

### Tournoi masculin

#### Effectif
- Gardiens de but : Kristers Gudļevskis (Crunch de Syracuse), Ervīns Muštukovs (Esbjerg fB Ishockey), Edgars Masaļskis (HK ŠKP Poprad).
- Défenseurs : Sandis Ozoliņš (Dinamo Riga), Arvīds Reķis (Dinamo Riga), Georgijs Pujacs (Dinamo Riga), Krišjānis Rēdlihs (Dinamo Riga), Kristaps Sotnieks (Dinamo Riga), Oskars Bārtulis (Donbass Donetsk), Artūrs Kulda (Salavat Ioulaïev Oufa), Ralfs Freibergs (Université d'État de Bowling Green).
- Attaquants : Miks Indrašis (Dinamo Riga), Mārtiņš Cipulis (Dinamo Riga), Vitālijs Pavlovs (Dinamo Riga), Mārtiņš Karsums (HK Dinamo Moscou), Miķelis Rēdlihs, Jānis Sprukts (Lokomotiv Iaroslavl), Ronalds Ķēniņš (ZSC Lions), Kaspars Daugaviņš (Genève-Servette), Herberts Vasiļjevs (Krefeld Pinguine), Koba Jass (HC Bílí Tygři Liberec), Juris Štāls (HK ŠKP Poprad), Armands Bērziņš (Beïbarys Atyraou), Zemgus Girgensons (Sabres de Buffalo), Lauris Dārziņš (Dinamo Riga).
- Entraîneur : Ted Nolan.

#### Résultats

##### Tour préliminaire
| Clt   | Équipe   | PJ | V | VP | D | DP | BP | BC | Diff | Pts |
| ----- | -------- | -- | - | -- | - | -- | -- | -- | ---- | --- |
| +001, | Suède    | 3  | 3 | 0  | 0 | 0  | 10 | 5  | +3   | 9   |
| +002, | Suisse   | 3  | 2 | 0  | 1 | 0  | 2  | 1  | 0    | 6   |
| +003, | Tchéquie | 3  | 1 | 0  | 2 | 0  | 6  | 7  | 0    | 3   |
| +004, | Lettonie | 3  | 0 | 0  | 3 | 0  | 5  | 10 | -3   | 0   |

| 12 février 2014 21h00 | Lettonie | 0-1 (0–0, 0–0, 0–1) | Suisse | Arène de glace Chaïba, Sotchi 5 116 spectateurs |

| Feuille de match | Feuille de match | Feuille de match | Feuille de match             | Feuille de match                       |
| ---------------- | ---------------- | ---------------- | ---------------------------- | -------------------------------------- |
|                  |                  |                  | Moser (Streit) — 59 min 52 s | Arbitrage : Lars Brüggemann Brad Meier |
| Edgars Masaļskis | Gardiens         | Jonas Hiller     |                              | Arbitrage : Lars Brüggemann Brad Meier |
| 10 min           | Pénalités        | 6 min            |                              | Arbitrage : Lars Brüggemann Brad Meier |
| 21               | Tirs             | 39               |                              | Arbitrage : Lars Brüggemann Brad Meier |

| 14 février 2014 | Tchéquie | 4-2 (2-1, 2-1, 0-0) | Lettonie | Palais des glaces Bolchoï, Sotchi 5 831 spectateurs |

| Feuille de match | Feuille de match | Feuille de match        | Feuille de match                                                                             | Feuille de match               |
| ---------------- | --- | ----------------------- | -------------------------------------------------------------------------------------------- | ------------------------------ |
|                  | M. Erat (D. Krejčí, A. Hemský) — 10 min 10 s J. Jágr (M. Židlický, T. Plekanec) — 19 min 29 s (SN) J. Voráček (Z. Michálek) — 27 min 6 s M. Židlický (M. Hanzal, P. Nedvěd) — 37 min 2 s | 1-0 1-1 2-1 2-2 3-2 4-2 | J. Sprukts (K. Rēdlihs, L. Dārziņš) — 13 min 5 s (SN) H. Vasiljevs (G. Pujacs) — 22 min 45 s | Arbitrage : Tim Peel Jyri Ronn |
| Ondřej Pavelec   | Gardiens | Edgars Masaļskis        |                                                                                              | Arbitrage : Tim Peel Jyri Ronn |
| 8 min            | Pénalités | 8 min                   |                                                                                              | Arbitrage : Tim Peel Jyri Ronn |
| 39               | Tirs | 20                      |                                                                                              | Arbitrage : Tim Peel Jyri Ronn |

| 15 février 2014 | Suède | 5-3 (1-1, 3-1, 1-1) | Lettonie | Chaïba Arena 3 709 spectateurs |

| Feuille de match | Feuille de match | Feuille de match                | Feuille de match | Feuille de match                                                                                           |
| ---------------- | --- | ------------------------------- | --- | --- |
|                  | P. Berglund (E. Karlsson, A. Steen) — 15 min 50 s (SN) E. Karlsson (N. Bäckström, D. Alfredsson) — 22 min 45 s (SN) D. Alfredsson (D. Sedin, A. Edler) — 36 min 14 s (SN) J. Ericsson (O. Ekman-Larsson, J. Silfverberg) — 38 min 47 s (SN) A. Edler (D. Sedin, M. Johansson) — 52 min 20 s | 1–0 1–1 1–2 2–2 3–2 4–2 4–3 5–3 | L. Dārziņš (J. Sprukts, K. Sotnieks) — 18 min 48 s J. Sprukts (K. Rēdlihs, M. Karsums) — 21 min 22 s (SN) Z. Girgensons (K. Daugaviņš, R. Freibergs) — 41 min 28 s | Arbitrage : Antonin Jerabek Ian Walsh Tommy George Andy Mcelman Aleksandr Zakharenkov Aleksandr Sadovnikov |
| Henrik Lundqvist | Gardiens | Kristers Gudlevskis             | | Arbitrage : Antonin Jerabek Ian Walsh Tommy George Andy Mcelman Aleksandr Zakharenkov Aleksandr Sadovnikov |
| 7 min            | Pénalités | 8 min                           | | Arbitrage : Antonin Jerabek Ian Walsh Tommy George Andy Mcelman Aleksandr Zakharenkov Aleksandr Sadovnikov |
| 30               | Tirs | 23                              | | Arbitrage : Antonin Jerabek Ian Walsh Tommy George Andy Mcelman Aleksandr Zakharenkov Aleksandr Sadovnikov |

##### Tour qualificatif
| 18 février 2014 | Suisse | 1-3 (0-2, 1-0, 0-1) | Lettonie | Palais des glaces Bolchoï 7 912 spectateurs |

| Feuille de match | Feuille de match                | Feuille de match | Feuille de match | Feuille de match                                              |
| ---------------- | ------------------------------- | ---------------- | --- | ------------------------------------------------------------- |
|                  | M. Plüss (R. Suri) — 35 min 1 s | 0–1 0–2 1–2 1-3  | O. Bārtulis (K. Daugaviņš, Z. Girgensons) — 8 min 38 s L. Dārziņš (M. Rēdlihs) — 11 min 19 s (SN) L. Dārziņš (V. Pavlovs) — 59 min (CV) | Arbitrage : Mike Leggo Jyri Rönn Brad Kovachik André Schrader |
| Jonas Hiller     | Gardiens                        | Edgars Masaļskis | | Arbitrage : Mike Leggo Jyri Rönn Brad Kovachik André Schrader |
| 4 min            | Pénalités                       | 2 min            | | Arbitrage : Mike Leggo Jyri Rönn Brad Kovachik André Schrader |
| 33               | Tirs                            | 22               | | Arbitrage : Mike Leggo Jyri Rönn Brad Kovachik André Schrader |

##### Quarts de finale
| 19 février 2014 | Canada | 2-1 (1-1, 0-0, 1-0) | Lettonie | Palais des glaces Bolchoï 9 825 spectateurs |

| Feuille de match | Feuille de match                                                                   | Feuille de match    | Feuille de match                                | Feuille de match                                             |
| ---------------- | ---------------------------------------------------------------------------------- | ------------------- | ----------------------------------------------- | ------------------------------------------------------------ |
|                  | P. Sharp (R. Nash) — 13 min 37 s S. Weber (D. Doughty, J. Toews) — 53 min 6 s (SN) | 1-0 1-1 2-1         | L. Dārziņš (A. Kulda, J. Sprukts) — 15 min 41 s | Arbitrage : Tim Peel Jyri Rönn Brad Kovachik Sakari Suominen |
| Carey Price      | Gardiens                                                                           | Kristers Gudļevskis |                                                 | Arbitrage : Tim Peel Jyri Rönn Brad Kovachik Sakari Suominen |
| 6 min            | Pénalités                                                                          | 6 min               |                                                 | Arbitrage : Tim Peel Jyri Rönn Brad Kovachik Sakari Suominen |
| 57               | Tirs                                                                               | 16                  |                                                 | Arbitrage : Tim Peel Jyri Rönn Brad Kovachik Sakari Suominen |